# 陸軍航空審査部
陸軍航空審査部（りくぐんこうくうしんさぶ）は、軍用機を筆頭とする各種航空兵器の審査を行った大日本帝国陸軍の組織（官衙）。本項では陸軍航空審査部の前身である飛行実験部（ひこうじっけんぶ）についても詳述する。

## 概要
審査の対象は、航空機、航空兵器（エンジン・ターボチャージャー・航空機関銃砲・照準器・無線機・防弾装備などの装備品）、兵器材料、燃料油脂、特殊施設、機上レーダー、航空衣袴、航空糧食、衛生材料などであった。飛行試験は陸軍航空技術研究所の研究に関するもの以外に、基本審査・実用審査を行い、新制式機の伝習教育も担当した。
また、同盟国ドイツからの輸入機（Bf 109EやFw 190A-5、Fi 156など）や機材（DB 601やBMW 801など）、さらに連合国軍の鹵獲機（P-40B/Eやバッファロー I/B339D、ハリケーン IIBやボーイングB-17、ノースアメリカンP-51C マスタングやカーチス・ライトCW22など）の調査も主要任務として一手に引き受けており、飛行試験は審査部時代は隷下の飛行実験部（陸軍航空審査部飛行実験部）、飛行実験部時代は実験隊（飛行実験部実験隊時代）が担当していた。

## 前身
帝国陸軍の航空部隊（陸軍航空部隊/陸軍航空隊）において、航空兵器の研究・試験を行う組織は1924年（大正13年）に設立された所沢陸軍飛行学校研究部が原点であった。翌1925年（大正15年）5月、今まで工兵科の管轄であった「航空」が航空兵科として独立し、陸軍航空部が陸軍航空本部へと昇格するのに合わせて所沢陸軍飛行学校研究部は陸軍航空本部技術部となり、担当業務も拡充され1928年（昭和3年）には立川陸軍飛行場（現：立川飛行場）に移転した。さらに1935年（昭和10年）8月には、陸軍航空部隊の発達と拡大により陸軍航空本部は改編され同技術部は分離し陸軍航空技術研究所（航技研・技研）が発足、航空兵器の審査は当時は陸軍航空技術研究所第5科（発足時は第4科）にて行われていた。
航技研5科で審査の通った兵器は、明野（戦闘機）・下志津（偵察機）・浜松（重爆撃機）・鉾田（軽爆撃機）といった各陸軍飛行学校（教育のみならず各種研究や当時は新兵器の審査も行う）の研究部に送られ、実用試験を経て部隊配備が行われていた。しかしこの体制では各方面において意志の疎通を欠くなど欠点があり、研究機関と実験機関とを分離させることとなった。

## 飛行実験部

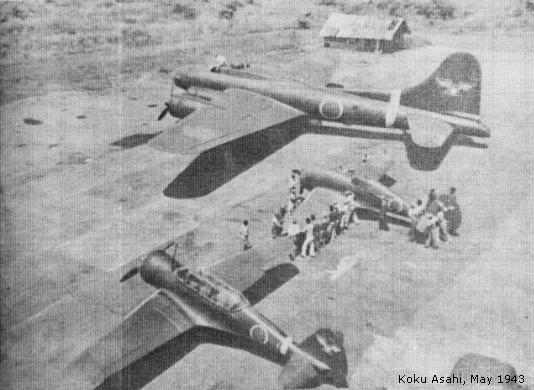
鹵獲されたアメリカ陸軍航空隊のボーイングB-17

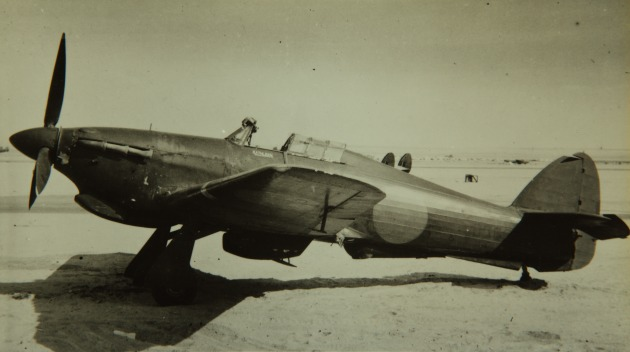
鹵獲されたイギリス空軍のホーカー ハリケーン

上述の経緯により、1939年（昭和14年）12月1日に陸軍航空本部隷下に新設された組織が飛行実験部（陸軍航空本部飛行実験部）である。航空兵器の基礎試験は航技研が行い、実用試験と配備部隊への伝習教育を担当した。長は部長。編成当初は立川陸軍飛行場内に航技研とともに置かれていたが、1940年（昭和15年）4月1日には立川に近い東京府西多摩郡福生町（現：福生市）に新設された多摩陸軍飛行場（通称：福生飛行場、現：横田飛行場）に移転した。

### 実験隊
その下部組織として主に航空機の飛行試験を担当していたのが実験隊（飛行実験部実験隊）であった。実験隊の構成はその審査機種により戦闘機班（戦闘班）・偵察機班（偵察班）・爆撃機班（爆撃班）に分けられており（襲撃機・輸送機・連絡機・練習機・滑空機などの試験時は臨時に班がつくられた）、これらには整備（戦闘整備）を担当する整備班が付随していた。さらにこの整備班とは別に、エンジン換装などの中整備を行う整備隊（飛行実験部整備隊）も実験隊に併立されている。
実験隊における操縦者たるテスト・パイロットには、ベテラン・パイロットや歴戦のエース・パイロットが選抜されていた。1941年（昭和16年）7月、輸入機Bf 109E-7とキ44（のちの二式戦闘機「鍾馗」）が各務原陸軍飛行場（現：岐阜基地）にて性能比較を目的とする模擬戦を行ったが、その際には同実験隊が担当となり石川正少佐・荒蒔義次大尉・岩橋譲三中尉が操縦者として参加している。
また、太平洋戦争（大東亜戦争）勃発後の1942年（昭和17年）4月18日、多摩陸軍飛行場で飛行試験を終え、担当主任荒蒔義次少佐と梅川亮三郎准尉により水戸陸軍飛行学校において、ホ103 一式十二・七粍固定機関砲射撃試験中のキ61（のちの三式戦闘機「飛燕」）試作2号機・3号機が飛来してきたB-25（ドーリットル空襲）を急遽邀撃しており、手持ちの代用弾（演習弾）を搭載した梅川機が1機（機長・E・W・ホームストロム少尉機）撃破の戦果を残している。

## 陸軍航空審査部
1942年10月、さらなる作戦現場の要求に迅速に対応し航空兵器の審査を促進するため、「陸軍航空審査部令」（昭和17年10月10日勅令第681号）により、同月15日に旧来の陸軍航空本部飛行実験部を改編し陸軍航空審査部（航空審査部）が新設された。旧飛行実験部のみならず、基礎試験を行っていた旧航技研第5科の業務ならびに人員を引き継ぎ、より拡充・昇格する形で編成されたものであった（そのため同時に航技研も改編されている）。長は本部長。
第二次世界大戦終戦により、「陸軍航空審査部令」は1945年（昭和20年）11月10日勅令第631号により廃止された。
なお、8月15日夜には総務部長隅部正美少将が立川陸軍飛行場付近の多摩川河畔にて、娘2人にヴァイオリンを奏でさせたのちに母親と妻を加えた一家4人を射殺、自身も後を追い自決。また、先代の陸軍航空審査部本部長（当時は陸軍航空本部長）寺本熊市中将も自決している。

### 飛行実験部

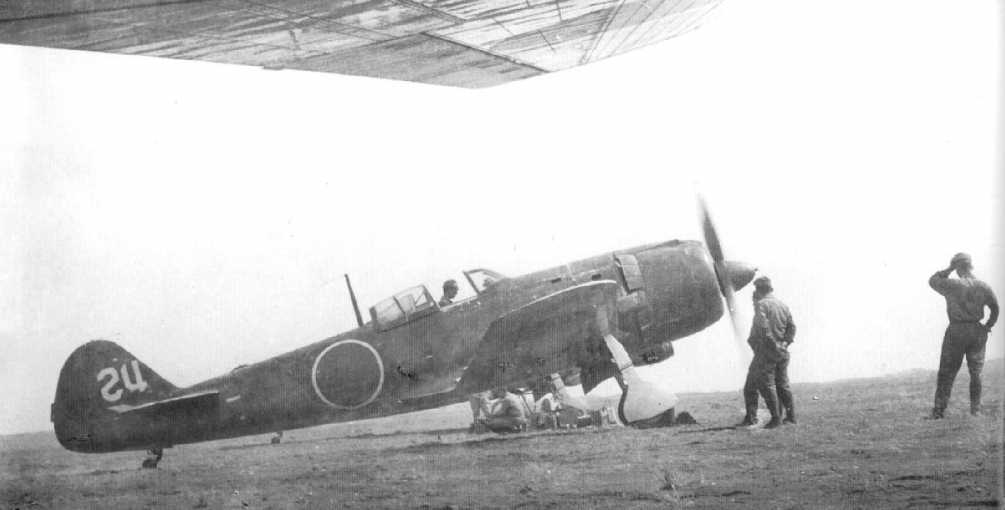
多摩陸軍飛行場にて陸軍航空審査部飛行実験部によりテスト中のキ84増加試作機（第124号機）

旧飛行実験部実験隊の業務を引き継ぎ、また拡充されたものが飛行実験部（陸軍航空審査部飛行実験部・実験部）であった。
構成は戦闘隊・偵察隊・爆撃隊・攻撃隊・特殊隊（実験隊時代は臨時班だったものを常設化したもの）に拡充され、のちにロケット機・ジェット機を担当する特兵隊も編成された。これらには旧整備班を改編した整備隊が各隊に置かれ、旧実験隊と併立していた旧整備隊は廃止されている。さらに飛行実験部自体の下部班として細分化された武装班・測定班・通信班も置かれている。
飛行実験部実験隊時代に引き続き、テスパイには荒蒔義次・石川正・岩橋譲三・木村清・坂川敏雄・坂井菴・黒江保彦・神保進・片倉恕・伊藤武夫・梅川亮三郎・田宮勝海・佐々木勇などや、整備隊には西村敏英・坂井雅夫・刈谷正意などといった帝国陸軍のみならず、陸海軍航空部隊におけるトップ・クラスの人材たる空中勤務者・地上勤務者が多方面から選抜され部員として配属されていた。また、当時陸軍航空部隊が育成していた航空エンジニアとテスパイを融合した「エンジニア・パイロット」たる技術将校（航技）として、畑俊八・来栖良なども配属されている。
独立飛行第47中隊（キ44 二式戦闘機「鍾馗」）、飛行第68戦隊（キ61 三式戦闘機「飛燕」）、飛行第22戦隊（キ84 四式戦闘機「疾風」）など、新鋭機を装備する飛行部隊の編成にあたっては、飛行実験部の部員を戦隊長や基幹幹部とすることもあった。
大戦末期の本土防空戦時には、飛行実験部戦闘隊を「福生飛行隊」と通称し第10飛行師団指揮下の臨時の防空飛行部隊として投入している。

#### 歴代陸軍航空審査部本部長
- 阪口芳太郎 中将：1942年10月15日 -
- 橋本秀信 少将：1943年5月19日 -
- 中西良介 少将：1943年12月27日 -
- 寺本熊市 中将：1944年10月2日 -
- （扱）寺本熊市 中将：1945年4月18日 -
- 緒方辰義 中将：1945年6月21日 -

#### 歴代陸軍航空審査部飛行実験部長等
飛行実験部
- 所在地：福生
- 部長
  - 加藤敏雄 大佐 1942年10月15日 -
  - 今川一策 大佐 1943年9月11日[4] -

満州支部
- 所在地：ハルビン
- 支部長：浅野剛 大佐 1942年10月15日 -